# Top Cat
Top Cat is een Amerikaanse animatieserie over de avonturen van een stel zwerfkatten aangevoerd door Top Cat alias T.C. Zij worden telkens gestoord door de wijkagent, maar weten hem om te praten.
De serie is geïnspireerd door de serie The Phil Silvers Show (waarin Phil Silvers een gladde sergeant speelt). In de eerste afleveringen sprak Top Cat met een imitatie van de stem van Phil Silvers, maar dit werd later bijgesteld.
In Amerika liep deze animatieserie van 1961 tot 1962. In Nederland werd de serie rond 2000 uitgezonden door Cartoon Network. De serie werd in Nederland al eerder uitgezonden door de AVRO, eerst in 1964 in de oorspronkelijke versie. Later in de jaren tachtig in een nagesynchroniseerde versie in de programma's Berebios, Kinderbios  en Minibios. De stemmen van Top Cat, zijn aanhang en agent Dibble werden door verscheidene Nederlandse acteurs vertolkt.

## Verhaal
Het verhaal van Top Cat speelt zich af in de straten van New York. Top Cat is de leider van een groep katten die het vaak aan de stok krijgen met agent Dibble. Top Cat maakt vaak zonder zijn toestemming gebruik van de openbare politietelefoon, die vlak bij de vuilnisbak waar hij woont, staat. De leden van zijn groep zijn Benny the Ball, Brain, Choo Choo, Fancy-Fancy en Spook. In de Nederlandse versie voor de Kinderbios en Minibios werden sommige namen naar het Nederlands vertaald, zo ging het personage Brain door het leven als Slimpie.

## Namen in het Flintstones-blad
In het blad De Flintstones, dat in de jaren zestig en zeventig verscheen, werden alle personages voorzien van Nederlandse namen.
| Engelse naam   | Nederlandse naam |
| -------------- | ---------------- |
| Top Cat        | Top Kat          |
| Benny the Ball | Bennie de Bal    |
| Officer Dibble | Agent Dubbel     |
| Spook          | Spook            |
| Choo Choo      | Jojo             |
| Brain          | Goochem          |
| Fancy-Fancy    | Fatje Fat        |

## Stemmen

### Originele versie
| Personage      | Stem van         |
| -------------- | ---------------- |
| Top Cat        | Arnold Stang     |
| Benny the Ball | Maurice Gosfield |
| Officer Dibble | Allen Jenkins    |
| Spook          | Leo DeLyon       |
| Choo Choo      | Marvin Kaplan    |
| Brain          | Leo DeLyon       |
| Fancy-Fancy    | John Stephenson  |

### Nederlandse versie
In de Nederlandse versie voor de Kinderbios werden de afleveringen van Top Cat nagesynchroniseerd door Ring Workshop. De Nederlandse stem van Top Cat werd in eerste instantie gedaan door Allard van der Scheer en die van Dibble door Joop Doderer. Toen in de jaren tachtig Marga Smits de productie van de Minibios overnam van Theo de Vos, werd Serge-Henri Valcke de Nederlandse stem van Top Cat en Pollo Hamburger die van Dibble.
Er zijn ook nog twee videobanden verschenen van Top Cat, eveneens in een nagesynchroniseerde versie, met weer andere stemmen.